# Wang Yaping
Wang Yaping (forenklet kinesisk: 王亚平; traditionelt kinesisk: 王亞平; pinyin: Wáng Yàpíng) født den 27. januar 1980 i Yantai, Shandong, Folkerepublikken Kina, er en kinesisk taikonaut i Shenzhou-programmet.
Wang Yaping blev den anden kvinde fra Kina efter Liu Yang i rummet da hun var med på femte bemandede rumflyvning, Shenzhou 10. Undervejs på missionen vil Wang undervise skolebørn via et videolink.
Hun kommer fra Folkets Befrielseshærs luftvåben. Hun har været omtalt i kinesiske medier for sin karriere og bedrifter i luftvåbenet og har over 1.600 timers flyveerfaring.
Wang Yaping som er hankineser er gift og mor til et barn.